# Brussels Open
El Torneig de Brussel·les, conegut oficialment com a Brussels Open, és una competició tennística professional que es disputa sobre terra batuda al Primerose Royal Tennis Club de Brussel·les, Bèlgica. Pertany a la categoria Premier Tournaments del circuit WTA femení.
El torneig es va crear l'any 2011 substituint l'Obert de Varsòvia en el calendari femení. El gener de 2013 es va anunciar que el torneig descendiria de categoria a International a partir de 2014, però finalment es va cancel·lar definitivament.

## Palmarès

### Individual femení
| Any  | Campiona            | Finalista    | Resultat      |
| ---- | ------------------- | ------------ | ------------- |
| 2013 | Kaia Kanepi         | Peng Shuai   | 6−2, 7−5      |
| 2012 | Agnieszka Radwańska | Simona Halep | 7−5, 6−0      |
| 2011 | Caroline Wozniacki  | Peng Shuai   | 2−6, 6−3, 6−3 |

### Dobles femenins
| Any  | Campiones                              | Finalistes                        | Resultat         |
| ---- | -------------------------------------- | --------------------------------- | ---------------- |
| 2013 | Anna-Lena Grönefeld · Květa Peschke    | Gabriela Dabrowski · Shahar Pe'er | 6−0, 6−3         |
| 2012 | Bethanie Mattek-Sands · Sania Mirza    | Alicja Rosolska · Zheng Jie       | 6−3, 6−2         |
| 2011 | Andrea Hlaváčková · Galina Voskobóieva | Klaudia Jans · Alicja Rosolska    | 3−6, 6−0, [10−5] |